# 53 Eridani
53 Eridanus (Sceptrum, l Eridanus) é uma estrela na direção da Eridanus. Possui uma ascensão reta de 04h 38m 10.87s e uma declinação de −14° 18′ 12.9″. Sua magnitude aparente é igual a 3.86. Considerando sua distância de 109 anos-luz em relação à Terra, sua magnitude absoluta é igual a 1.23. Pertence à classe espectral K1III.